# Briseida

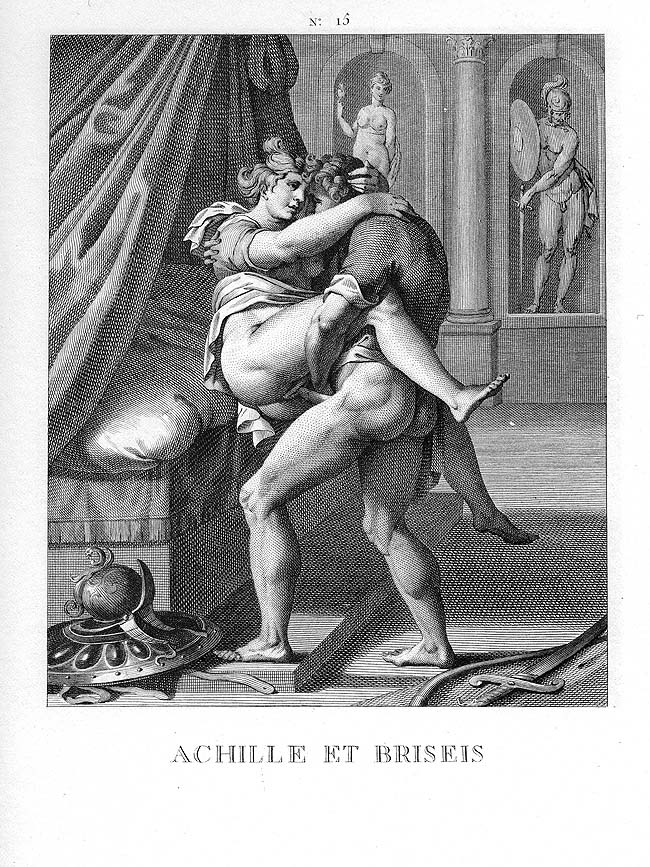
Aquil·les i Briseida, d'Agostino Carracci.

En la mitologia grega Briseida (en grec Βρισηίς, Brisēis), que tenia per nom veritable Hipodamia, és una vídua troiana i filla de Brises que va ser raptada durant la Guerra de Troia per Aquil·les després de la mort dels seus tres germans i el seu marit, el rei Mines de Lirnessos. Brises és germà de Crises, pare de Criseida.
Briseida, anomenada així pel nom del seu pare, estava angoixada per la seva captivitat, i Pàtrocle, per consolar-la, li va prometre que convenceria Aquil·les perquè s'hi casés. Va arribar a ser l'esclava preferida i més estimada per l'heroi.
Després que un oracle obligués a Agamèmnon a tornar Criseida al seu pare, el rei va ordenar als seus heralds Taltibi i Euríbates que prenguessin Briseida a Aquil·les com a compensació. Aquil·les es va ofendre per aquest fet i, com a resultat, es va retirar de la batalla, a la qual no tornaria fins a la mort de Patrocle. La retirada d'Aquil·les a la seva tenda és el primer esdeveniment de la Ilíada d'Homer. Agamèmnon li va prometre tornar-li Briseida quan va voler reconciliar-se amb Aquil·les per tal que tornés a la batalla. És a Briseida, i només a ella, qui accepta Aquil·les en el moment de tornar a la lluita. La tradició posterior a Homer presenta Briseida com una dona bruna, alta, de mirada brillant i ben arreglada. També es diu que va ser ella qui va retre honors fúnebres a Aquil·les.